# Crème de la Crème
Crème de la Crème (francouzština užívá výraz crème de la crème ve smyslu nejlepší z nejlepšího), oficiální název Creme de la Creme, s.r.o. je české zmrzlinářství, které založil zmrzlinář Jan Hochsteiger. První pobočku otevřel v Husově ulici v roce 2015, kdy navázal přímou spolupráci s restaurací Ambiente, se kterou společně tvoří recepty na speciální zmrzliny pro jejich jídelní chody.

## Pobočky
V Praze se nachází celkem šest poboček. Jedná se o prodejny v ulicích:
- Husova - otevřena v roce 2015.
- Národní - otevřena v roce 2018.
- Průběžná - otevřena v roce 2018.
- Francouzská - otevřena v roce 2020.
- Pod Kaštany - otevřena v roce 2021.

Všechny zmrzliny jsou vyráběny ve výrobně a zároveň v prodejně v ulici Průběžná.[zdroj?]

## Produkty
Společnost Crème de la Crème vyrábí zmrzlinové výrobky. Nabízené zmrzliny jsou rozděleny do pěti kategorií:
- Smetanové zmrzliny
- Ovocné sorbety
- Veganské neovocné zmrzliny
- Zdravé zmrzliny bez přidaného cukru
- Speciální, sezónní zmrzliny[8]